# ارتباط گربه‌ای

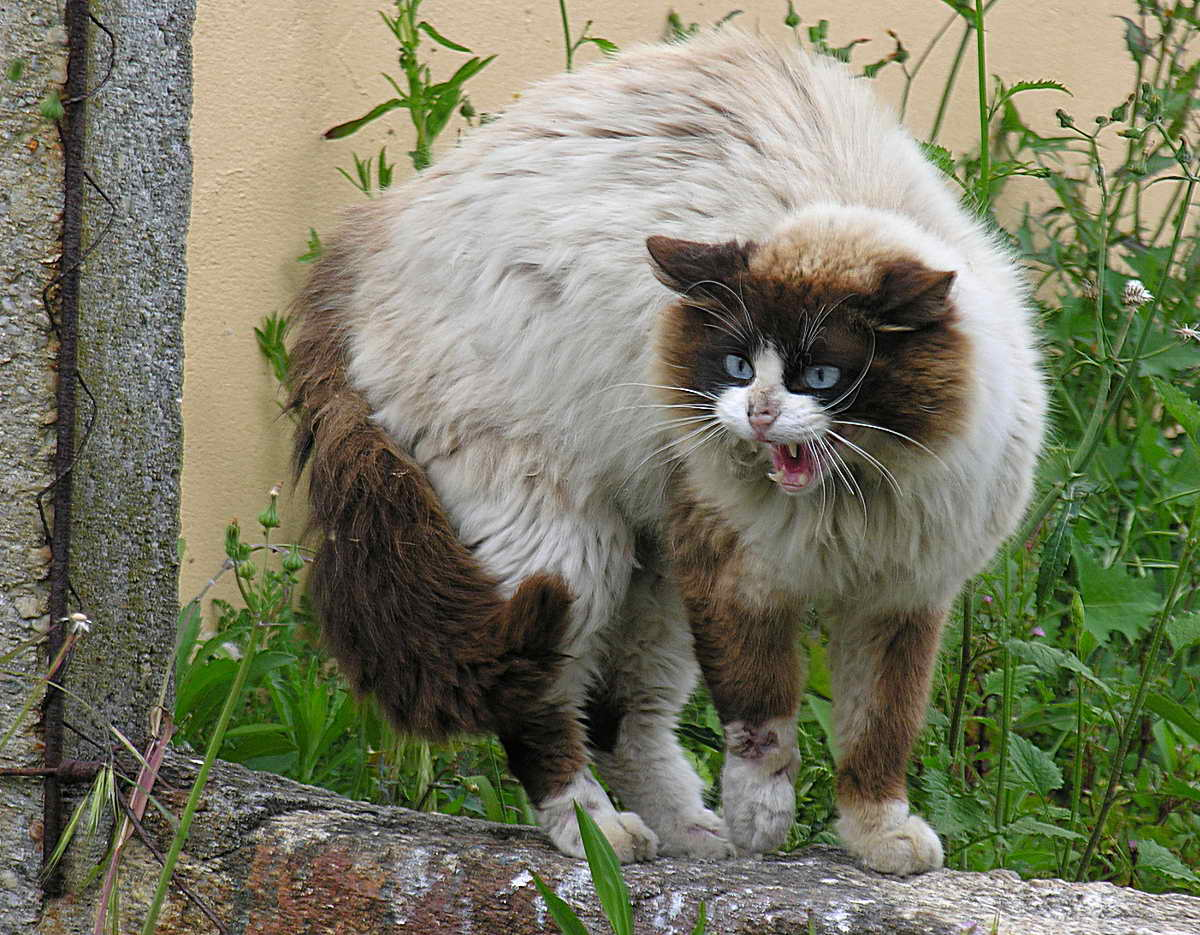
تصویری از ارتباط گربه ای

گربه‌ها برای برقراری رابطه با یکدیگر نیازمند برقراری ارتباط با یکدیگر می‌باشند. آن‌ها بایستی با یکدیگر همکاری کرده، بازی کنند و منابع را با هم به اشتراک بگذارند. گربه‌ها برای رفع نیازها یا خواسته‌های خود مانند غذا، محبت یا بازی با انسان‌ها ارتباط برقرار می‌کنند.
گربه‌ها از روش‌های مختلفی برای ارتباط استفاده می‌کنند که از این روش‌ها می‌توان به روش‌های صوتی، بصری، لمسی و بویایی اشاره کرد. گربه‌ها بیشتر با صدای «میو» با انسان‌ها ارتباط برقرار می‌کنند و به ندرت از این صدا برای برقراری ارتباط با سایر حیوانات استفاده می‌کنند؛ بنابراین، روش‌های ارتباطی گربه‌ها به شدت تحت تأثیر اهلی سازی قرار گرفته‌است. تا به حال تا ۲۱ نوع صدای گربه مورد مطالعه قرار گرفته‌است. اکنون روشن شده‌است که گربه‌های اهلی بیشتر از گربه‌های وحشی میو میو می‌کنند.

## ارتباط صوتی
صداهای گربه‌ها براساس مجموعه ای از ویژگی‌ها دسته‌بندی می‌شوند. در ابتدا توسط پیشنهاد میلدرد مولک صداهای گربه‌ها معمولاً به سه دسته اصلی تقسیم می‌شوند:
1. صداهایی که با دهان بسته تولید می‌شوند (مرمر کردن - خرخر کردن، صدای که برای جلب توجه درمی‌آورند)
2. صداهایی که با باز شدن دهان و سپس به تدریج بسته شدن تولید می‌شوند (میوکردن، ناله کردن، زار زدن)
3. صداهایی که با دهان باز به‌طور تند در همان حالت نگه داشته می‌شوند (صدای خشمگین، غرش کردن، هیس کردن یا فیف کردن، صدای کوتاه که به عطسه شباهت دارد، عک عک کردن، غور غور کردن).

### خرخر کردن
خرخر یک صدای پیوسته، نرم و لرزاننده است که توسط اکثر گونه‌های گربه سانان در گلو تولید می‌شود. گربه‌های خانگی می‌توانند از دو روزگی به خرخر کردن بپردازند. این صدای لرزان که متغیر نیز می‌باشد می‌تواند شخصیت‌های مختلف را در گربه‌های خانگی مشخص کند. خرخر کردن اغلب به عنوان نشانه‌ای از وضعیت عاطفی مثبت در نظر گرفته می‌شود، اما گربه‌ها گاهی نیز زمانی که بیمار هستند، تحت فشار بوده یا در شرایط تروماتیک یا دردناکی مانند زایمان هستند نیز خرخر می‌کنند. تعریف گسترده‌تری از این صدا می‌تواند به این شکل باشد: «خرخر کردن نشان دهنده وضعیت اجتماعی دوستانه است و می‌تواند برای مثال از طرف یک گربه مجروح به یک دامپزشک برای نشان دادن نیاز به دوستی داده شود، یا می‌تواند به صاحبش برای تشکر بخاطر دوستی که به او عطا شده‌است خرخر کند.» مکانیزم خرخر کردن به‌طور کامل درک نشده‌است، زیرا گربه‌ها ویژگی آناتومیکی منحصر به فردی که به وضوح مسئول ایجاد نمودن این صدا باشد را ندارند.
زمانی که یک حیوان خرخر می‌کند، تارهای صوتی او در یک فرکانس پایین شروع به لرزش می‌کند که در نتیجه آن صدای لرزان منحصر به فردی ایجاد می‌گردد. نظریه ای که مطالعات نوار عصب و عضله نیز پشتیبان آن است، بر این باور است که گربه‌ها این صدا را با استفاده از پرده‌های صوتی یا با استفاده از ماهیچه‌های حنجره متناوباً چاکنای را به سرعت منبسط و منقبض نموده و باعث لرزش هوا هنگام دم و بازدم می‌گردد. هنگامی که گربه نفس می‌کشد با دم و بازدم تلفیق شده و صدای خرخر هارمونیکی ایجاد می‌گردد. خرخر کردن گاهی با دیگر صداها همراه می‌گردد که در گربه‌های مختلف متغیر می‌باشد. برخی فقط خرخر می‌کنند در حالی که دیگر گربه‌ها صدای کم دیگری که بعضاً ناله کردن نیز نامیده می‌شود، از خود ساطع می‌کنند.
زمانی باور بر این بود که گربه سانان یک سرده می‌توانند خرخر کنند. اما گربه‌های سرده پلنگ مانندها (ببرها، شییرها، جگوارها و پلنگ‌ها) نیز فقط هنگام بازدم می‌توانند صدایی مشابه خرخر تولید کنند. گربه‌ها ممکن است به دلایل بسیاری مانند زمانی که گرسنه هستند، خوشحال یا مضطرب هستند خرخر کنند.

### میو میو
آشناترین صدایی که گربه‌های بالغ تولید می‌کنند میو میو کردن یا میاو میاو کردن می‌باشد. میو میو کردن می‌تواند نشانه مدعی بودن یا حالاتی سوزناک، دوستانه، گستاخانه، محبت آمیز، برای جلب و درخواست توجه، درخواستانه یا برای شکایت باشد. ای صدا می‌تواند بی صدا نیز باشد یعنی گربه دهانش را باز می‌کند اما صدایی تولید نمی‌کند.